# Apaneca
Apaneca è un comune del dipartimento di Ahuachapán, in El Salvador.
Il comune, che ha una superficie di 45,13 chilometri quadri ed una popolazione (censimento 2007) di 8 383 abitanti, è costituito da 7 frazioni (El Saltillal, Palo Verde, Quezalapa, San Ramoncito, Taltapanca, Tizapa e Tulapa), ed un centro cittadino, chiamato Santa Leticia.

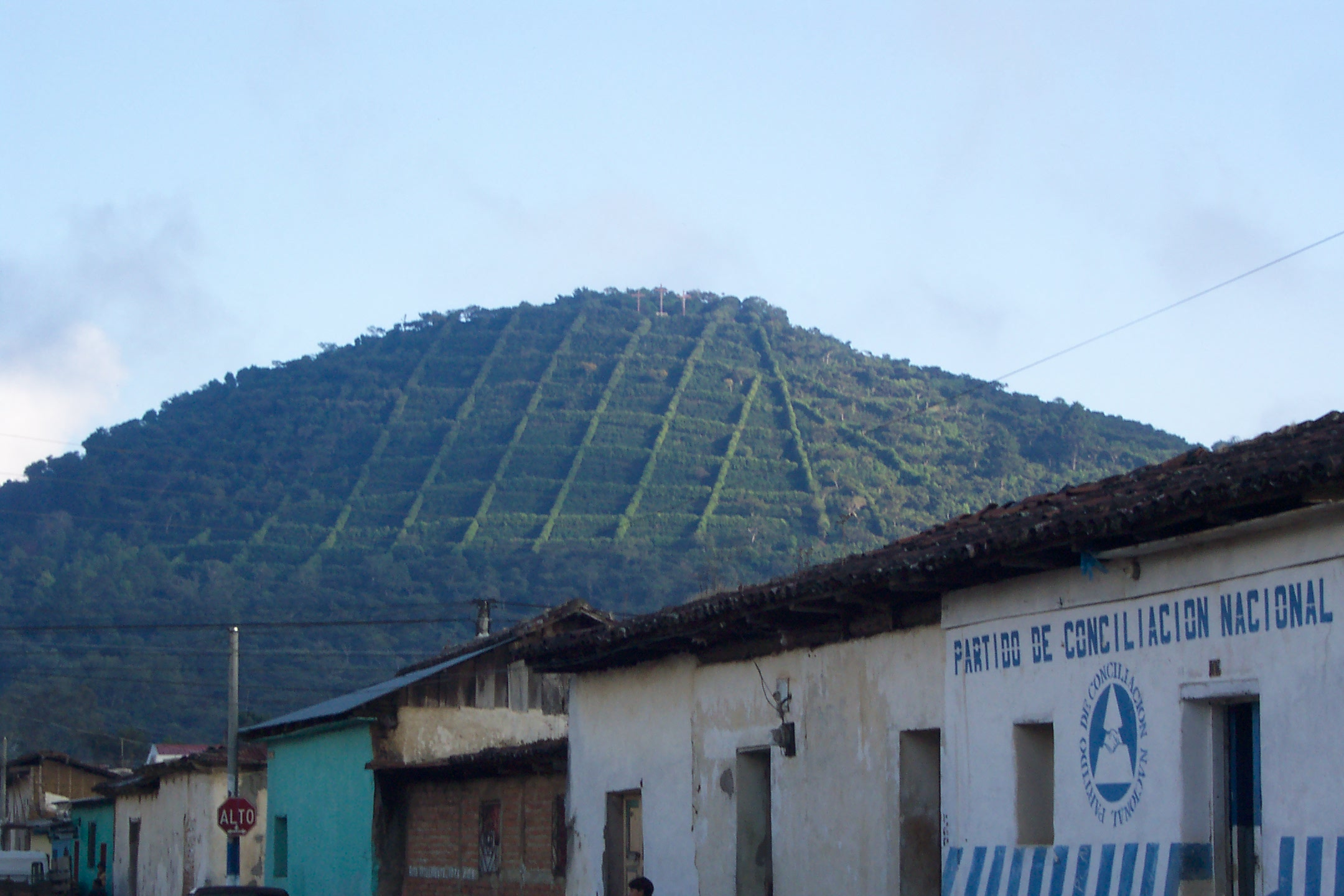
Vista del Cerro de Apaneca, El Salvador